# 西河镇 (孝感市)
西河镇，是中华人民共和国湖北省孝感市孝南区下辖的一个乡镇级行政单位。

## 行政区划
西河镇下辖以下地区：
西河村、郑林村、白龙村、下蔡村、李岗村、韩桥村、关帝村、松林村、五桂村、丰收村、双堰村、聂庙村、茶庵村、胡砦村、李祠村、道店村、黄岗村、云丰村、华丰村、乳凤村、梨树村、朱岗村、刘岗村、翟岗村、长山村和钟山村。